# Governatorato di al-Hudayda
Al-Ḥudayda (in arabo: الحديدة), ovvero Hodeida, è un governatorato dello Yemen, che ha come capitale la città di al-Hudayda. È uno tra i più popolosi governatorati del paese, contando 2 157 552 abitanti.

## Città
- Al-Salif, sulla costa del golfo di Kamaran.
- Furah, sull'isola di Kamaran
- Makram, sull'isola di Kamaran
- Sayfaf, sull'isola di Kamaran